# Ли (округ, Кентукки)
Ли (англ. Lee County) — округ в штате Кентукки, США. Официально образован в 1870 году. По состоянию на 2010 год, численность населения составляла 7887 человека.

## География
По данным Бюро переписи США, общая площадь округа равняется 547,060 км2, из которых 543,538 км2 суша и 3,522 км2 или 0,640 % это водоёмы.

## Население
По данным переписи населения 2000 года в округе проживает 7 916 жителей в составе 2 985 домашних хозяйств и 2 122 семей. Плотность населения составляет 15,00 человек на км2. На территории округа насчитывается 3 321 жилых строений, при плотности застройки около 6,20-ти строений на км2. Расовый состав населения: белые — 95,10 %, афроамериканцы — 3,79 %, коренные американцы (индейцы) — 0,28 %, азиаты — 0,10 %, гавайцы — 0,01 %, представители других рас — 0,06 %, представители двух или более рас — 0,66 %. Испаноязычные составляли 0,37 % населения независимо от расы.
В составе 32,60 % из общего числа домашних хозяйств проживают дети в возрасте до 18 лет, 54,80 % домашних хозяйств представляют собой супружеские пары проживающие вместе, 12,80 % домашних хозяйств представляют собой одиноких женщин без супруга, 28,90 % домашних хозяйств не имеют отношения к семьям, 26,60 % домашних хозяйств состоят из одного человека, 11,80 % домашних хозяйств состоят из престарелых (65 лет и старше), проживающих в одиночестве. Средний размер домашнего хозяйства составляет 2,41 человека, и средний размер семьи 2,91 человека.
Возрастной состав округа: 22,70 % моложе 18 лет, 9,00 % от 18 до 24, 30,30 % от 25 до 44, 23,60 % от 45 до 64 и 23,60 % от 65 и старше. Средний возраст жителя округа 37 лет. На каждые 100 женщин приходится 109,40 мужчин. На каждые 100 женщин старше 18 лет приходится 111,80 мужчин.
Средний доход на домохозяйство в округе составлял 18 544 USD, на семью — 24 918 USD. Среднестатистический заработок мужчины был 25 930 USD против 19 038 USD для женщины. Доход на душу населения составлял 13 325 USD. Около 25,20 % семей и 30,40 % общего населения находились ниже черты бедности, в том числе — 41,00 % молодёжи (тех, кому ещё не исполнилось 18 лет) и 22,90 % тех, кому было уже больше 65 лет.